# Stovbîne, Mirhorod
Stovbîne (în ucraineană Стовбине) este un sat în comuna Dibrivka din raionul Mirhorod, regiunea Poltava, Ucraina.

## Demografie
Componența lingvistică a localității Stovbîne
     Ucraineană (94,8%)
     Rusă (4,09%)
Conform recensământului din 2001, majoritatea populației localității Stovbîne era vorbitoare de ucraineană (94,8%), existând în minoritate și vorbitori de rusă (4,09%).